# Chocolate (Chanmina)
CHOCOLATE è il primo EP della cantante giapponese Chanmina, pubblicato il 15 novembre 2017.

## Promozioni
Il disco è stato preceduto dai singoli My Name e Chocolate ed anche dal singolo promozionale Friend Zone, rilasciato pochi giorni dopo il primo singolo.

## Tracce
1. Green Light
2. My Name
3. Who Are You
4. Chocolate
5. Light It Up
6. To Haters
7. Last Night
8. Friend Zone

## Classifiche
| Classifica (2017) | Posizione massima |
| ----------------- | ----------------- |
| Giappone          | 29                |